# 集団殺害罪の防止及び処罰に関する条約の下における集団殺害の申し立て事件

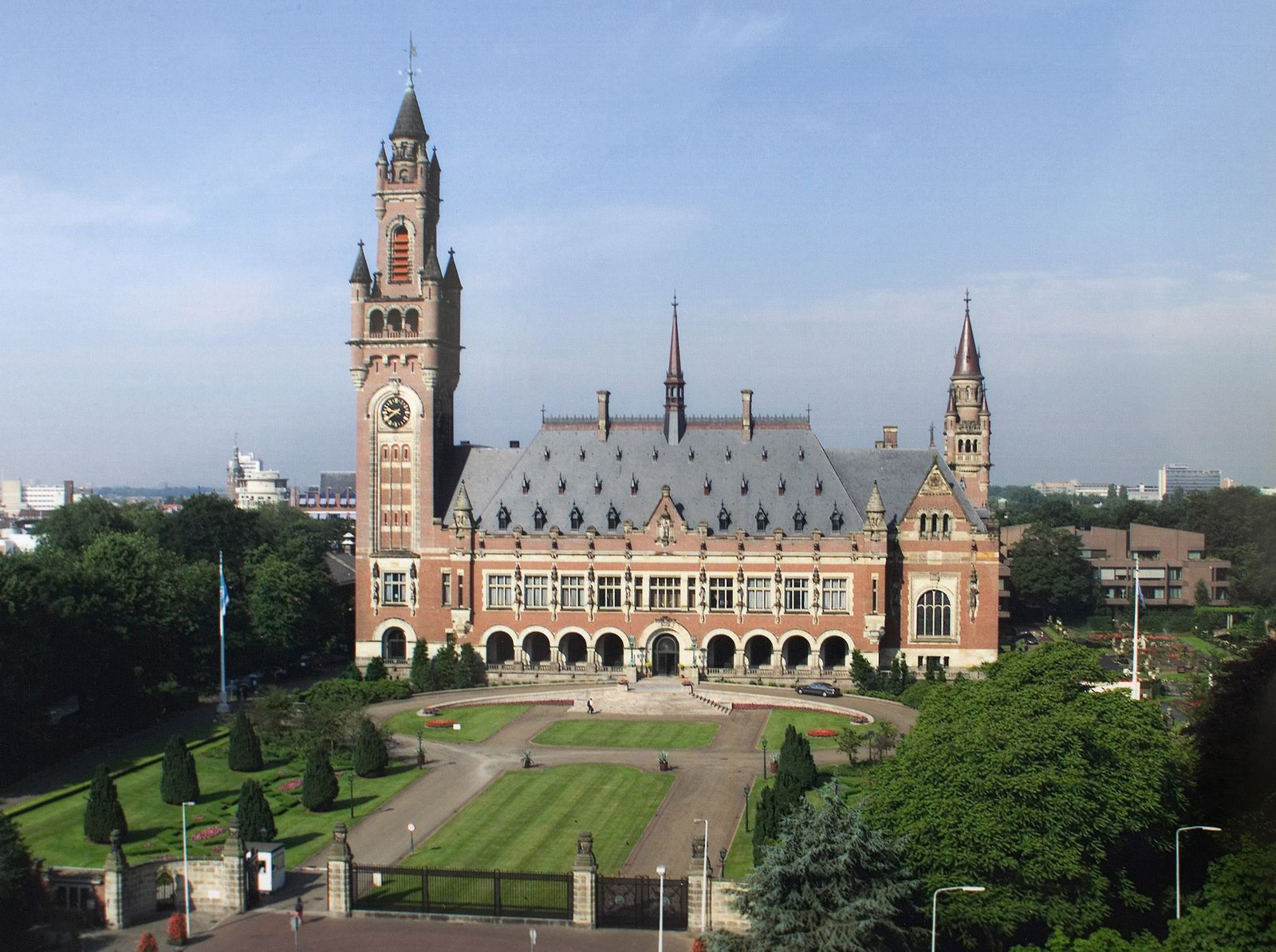
国際司法裁判所が置かれたオランダハーグにある平和宮。

集団殺害罪の防止及び処罰に関する条約の下における集団殺害の申し立て事件(英語:Case concerning Allegations of Genocide under the Convention on the Prevention and Punishment of the Crime of Genocide、フランス語:Affaire relative à des allégations de génocide au titre de la convention pour la prévention et la répression du crime de génocide) は、2022年2月24日にロシアがウクライナを侵攻したことを受けて、同年2月26日にウクライナがロシアを国際司法裁判所(ICJ)に提訴したこと、及びそれによって発生した国際紛争である。現在でも裁判は係属中である。
ロシアはウクライナ領のドネツク州とルハーンシク州においてウクライナが行っていたジェノサイドを防止・処罰する目的で軍事力を行使したとしているが、ウクライナはそのようなロシアの主張が虚偽であると主張し、虚偽の主張がロシアによる違法な侵略の口実に用いられるべきではないと主張した。そしてこのような問題は「集団殺害罪の防止及び処罰に関する条約」（通称「ジェノサイド条約」）の解釈及び適用に関する紛争に当たるとして、同条約に基づきICJには本件を審理する管轄権が認められるとウクライナは主張した。その結果、本国家紛争が始まったわけである。なお、ウクライナが主張したのは主にウクライナがジェノサイドを行っていないことであり、少なくとも本件訴訟中においてはロシアの軍事行動がジェノサイドに当たることを主張したわけではない。
また、このような訴えと共にウクライナはロシアの軍事行動の停止などを求めた暫定措置をICJに要請した。これを受けてICJは3月16日にロシアによる軍事行動を即時停止することなどを命じた暫定措置命令を発しているが、ロシアはこの命令の順守を拒否している。

## 裁判に至る経緯
2022年2月24日、ロシアは「特別軍事作戦」を開始してウクライナへの侵攻を始めた。ロシアの主張によれば、この侵攻は正当な自衛権の行使であるとともに、ウクライナ政府がウクライナ領のドネツク州とルハーンシク州で行っているジェノサイド行為から、ロシアが人々を保護するためのものであるという。こうした状況に対しては国際社会の平和と安全に主要な責任を持つと定められる国連安保理が本来は対応すべきところであるが、安保理においてはロシアが拒否権を有する常任理事国であるため、ロシアに不利な決議をすることができない。国連総会は3月2日に決議ES-11/1を採択してロシアによる侵攻を非難したが、国連総会決議には法的拘束力はない。こうした情勢下において、ウクライナはロシアをICJに提訴するに至ったのである。

## 裁判当事国の動向

裁判当事国の位置。オレンジ色が原告国ウクライナ、緑色が被告国ロシア。

### 原告国ウクライナによる提訴
侵攻から2日後の2022年2月26日、ウクライナはロシアを国際司法裁判所(ICJ)に提訴した。ウクライナが自国領域内でジェノサイド行為を行ったとするロシアの主張を虚偽のものであるとし、そのような虚偽の主張が違法な侵略行為の口実に用いられるべきではないとウクライナはICJに対して主張したのである。なお、本件訴訟においてはウクライナは主に自国の行動がジェノサイド行為に当たらないことを主張しているのであり、ロシアがなした軍事行動がジェノサイド行為に当たると主張しているわけではない。

### 被告国ロシアの対応
ウクライナの訴えに対してロシアは書面手続きにも応じず、暫定措置について審理する口頭弁論にも出席しないことをICJに通告したが、裁判の手続き外においてICJに対して3月7日付けの書面を送付し、その主張するところをICJに伝えようとした。この文書においてロシアは、ウクライナがICJの管轄権の根拠としたジェノサイド条約においては、ロシアが「特別軍事作戦」の法的根拠とした自衛権の問題や、ドネツク人民共和国やルガンスク人民共和国に対する国家承認の問題は規律対象とはされていないと主張した。また、ウクライナが要請した暫定措置命令についても、ロシアの文書はジェノサイド条約の範囲外の問題だとしている。
ICJ規程53条1項および2項によれば、本件のロシアのように当事者の一方がICJに出廷しない場合においても、ICJは管轄権の存在や原告国による請求の根拠を確認することが求められている。そのためICJは不正規な手段によって提出されたロシアの文書を考慮して後述する暫定措置命令の中でロシアの文書を引用しているが、ロシアが出廷しないことによって暫定措置命令を発することが妨げられることはないとした。

## 裁判管轄権
国内裁判所と違いICJでは、訴訟当事国の同意によりICJの裁判管轄権が確立されなければ、ICJは裁判をすることができない。そこでウクライナが主張したのが、ウクライナとロシアが批准しているジェノサイド条約の第9条である。以下に引用する。
このジェノサイド条約第9条により、ICJは「ジェノサイド条約の解釈、適用又は履行に関する紛争」に関することだけは裁判することができるが、ロシアの軍事侵攻に関することを全般的に裁判することはできない。
つまり、相手がジェノサイド行為を行ったと主張するのではなく自らがジェノサイド行為を行っていないと主張するウクライナの独特な論法(#原告国ウクライナによる提訴参照)は、ロシアの軍事行動全般をジェノサイド条約違反と主張することが困難であったから行われたものだったわけである。そして、通常の方法ではICJがロシアの軍事行動全般について国際法上の評価を行うことは難しいと判断し、それでもICJにロシアの軍事行動に関する判断をさせるためにジェノサイド条約第9条を利用して、自らの行為がジェノサイド行為に当たるか否かという対立を両国間の紛争とみなしたのである。

## 第三国の訴訟参加
ICJ規程第63条では、訴訟当事国ではない第三国が裁判で問題とされる条約の締約国である場合には、第三国が訴訟に参加することを認めている。このようにして第三国が訴訟に参加した場合には、ICJが示した条約の解釈は訴訟当事国だけではなく参加国をも拘束することとなる。この訴訟参加制度が利用されたことは過去にもあるが、過去に類を見ない本件の特徴として、EUと33カ国(2023年4月現在)という非常に多くの国々と組織が参加を宣言したことが挙げられる。このようなICJの歴史上前例のない訴訟参加のきっかけはEUと41か国が行った「国際司法裁判所におけるロシアに対するウクライナの提訴に関する共同声明」であった。この共同声明においてEUと41か国は本件訴訟への参加の可能性を検討する「共同意思」を明らかにしており、実際に共同声明を行った国々の中らからジェノサイド条約締約国が訴訟参加を宣言したのである。
自国までもICJの条約解釈に拘束されることになるにもかかわらずこれほど多くの第三国が訴訟に参加した意図は訴訟参加国のウクライナに対する連帯である。つまり、訴訟参加国が一致してウクライナに有利な条約解釈の主張をすることでICJのジェノサイド条約解釈に影響を及ぼし、ICJによる条約解釈をウクライナに有利なものにして、さらには裁判外においてもロシアに対して政治的圧力をかけようとしたのである。

## 暫定措置命令
ICJの暫定措置とは、ICJ規程第41条にもとづき、最終判決を待っていたのでは当事者の権利が回復不能なものとなってしまうおそれがある場合に、ICJが下す暫定的な命令である。暫定措置命令には法的拘束力はあるが確定的なものではなく、その後の判決などによって覆される可能性を含むものである。ウクライナは提訴と共にロシアの軍事行動の停止などを求めてこうした暫定措置をICJに要請し、2022年3月16日にICJは暫定措置を指示しているが、ロシアはこの暫定措置の順守を拒否している。

### 暫定措置の内容
2022年3月16日にICJが命じた暫定措置の主文は以下の通り。
(1)ロシアは、2022年2月24日にウクライナ領域内で開始した軍事作戦を即時停止すること。
(2)ロシアは、ロシアの指揮・援助を受けるあらゆる軍隊・非正規部隊、ロシアの指揮・コントロールに従うあらゆる個人・組織が、(1)に言及した軍事作戦を助長することがないよう対策を講じること。
(3)両当事国は、ICJに提起された紛争を悪化・拡大させたり、紛争解決を困難にする活動を控えること。
上記(1)(2)(3)の論点に対する各判事の賛否は以下の通りである。
| 論点 | 裁判長 ドノヒュー | 副裁判長 ゲボルギャン | トムカ | アブラハム | ベヌーナ | ユスフ | 薛   | セブチンデ | バンダリ | ロビンソン | サラム | 岩沢 | ノルテ | チャールズワース | アドホック ドーデ |
| ---- | ----------------- | --------------------- | ------ | ---------- | -------- | ------ | ---- | ---------- | -------- | ---------- | ------ | ---- | ------ | ---------------- | ----------------- |
| (1)  | 賛成              | 反対                  | 賛成   | 賛成       | 賛成     | 賛成   | 反対 | 賛成       | 賛成     | 賛成       | 賛成   | 賛成 | 賛成   | 賛成             | 賛成              |
| (2)  | 賛成              | 反対                  | 賛成   | 賛成       | 賛成     | 賛成   | 反対 | 賛成       | 賛成     | 賛成       | 賛成   | 賛成 | 賛成   | 賛成             | 賛成              |
| (3)  | 賛成              | 賛成                  | 賛成   | 賛成       | 賛成     | 賛成   | 賛成 | 賛成       | 賛成     | 賛成       | 賛成   | 賛成 | 賛成   | 賛成             | 賛成              |

上記のICJが命令した暫定措置はウクライナが要請していた暫定措置の内容をいくらか変更したものであったが、しかしウクライナの要請を大筋で容認した内容であったといえる。
ICJはこの命令に付した理由の中で、ロシアによる武力行使をICJが「深く懸念」(profoundly concerned)していることを表明している。ICJがこのようにロシアの行動を批判する言葉を発したことに加え、そのような暫定措置命令に対して大多数の裁判官が賛同したことにより、ウクライナにとってはロシアに対する自国の優位性を国際社会に示すことができたといえる。しかしこの点は、暫定措置に反対票を投じたロシア出身の判事キリル・ゲボルギャンや中国出身の判事薛捍勤以外の判事からも、ジェノサイド条約による武力行使の規律の問題は明確ではないなどと批判されることになった点でもある。

## 裁判係属中
ロシアは暫定措置に関する口頭弁論への出席を拒否したが、その後2022年10月3日にICJに対して先決的抗弁を提出している。暫定措置命令を下すにあたっては「一応」の管轄権があれば足りるとされているため、本件を審理する管轄権に関する判断を含め2022年3月16日の暫定措置命令で示されたICJの判断はいまだ確定的なものではない。現在も、本件の裁判は係属中である。